# Michelle Nicod
Michelle Nicod ( Cumigny, alrededor de 1519 - Cantón de Ginebra, Suiza, 3 de enero de 1618) fue una librera, impresora y editora de libros que desarrolló su actividad en Ginebra de 1585 a 1618.

## Vida familiar
Se casó con el editor e impresor Jean Durant, con quien tuvo 3 hijos: David nacido en 1565, Debora en 1567 y Jean en 1572. Enviudó en 1585 y en 1592 se casó en segundas nupcias con el escribano Olivier Dagonneau.

Entre 1598 y 1603, se distanció de su hija, Debora Durant, a quien reclamó en mayo de 1604 por haber tratado injustamente a su padrastro como un "falsificador". En 1607, después de las "lágrimas y quejas" de su hija, Michelle Nicod ofreció hacerse cargo de toda la manutención de los hijos de Debora, pero finalmente la desheredó en 1609.

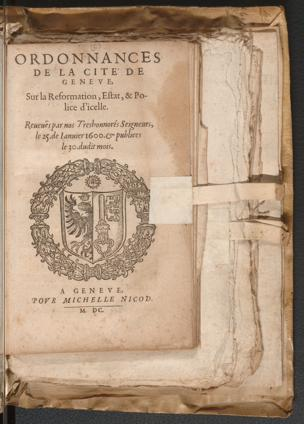
Ordenanzas de la ciudad de Ginebra

## Actividad laboral
Aprendió de su esposo todos los secretos de la impresión y lo reemplazaba en el negocio cuando viajaba al extranjero. Desde que enviudó en 1585, tomó a su cargo la conducción de la imprenta y ocasionalmente publicó libros; al comienzo hizo las ediciones bajo el nombre de "Viuda Durant" que más adelante sustituyó por su propio nombre Michelle Nicod, en especial las Ordonnances de la Cité de Genève -Ordenanzas de la ciudad de Ginebra-. Las obras que publicaba eran de diversa índole: literarias, manuales escolares, de medicina y muchas de carácter religioso. Surge de su contrato matrimonial con Dagonneau que al tiempo de casarse por segunda vez su empresa tenía dos sucursales, en Neuchâtel y Lausanna, si bien su testamento de 1609, solamente figura esta última.
Su vida profesional estuvo plagada de conflictos jurídicos y su nombre aparece muchas veces en los registros de la Compañía de Pastores y Profesores de la Iglesia Protestante de Ginebra, especialmente en 1592, porque hubo quejas de que vendía demasiado caro sus libros. En enero de 1597 inició demanda contra Pierre d'Airebaudouze por una impresión ilícita de La Sepmaine o La Semaine, o Création du Monde (1578), un poema enciclopédico de Guillaume de Salluste du Bartas que expone los conocimientos humanos siguiendo el orden de los seis primeros días de la creación. y en 1610 tuvo ciertos desencuentros con el Hospital General que le retuvo sus bienes durante mucho tiempo en garantía por deudas de manutención de una parte de la familia.
En febrero de 1599, pagó 2868 florines por la compra de 495 Biblias y 450 Salmos a Pyramus de Candolle. En agosto de 1601, tomó a Nicolas Carreau para su librería, mediante un contrato de aprendizaje por cuatro años. Fue demandada en 1600 por Gabriel Cartier por haber impreso las Ordenanzas en papel de mala calidad . En 1609 y 1617, por sus publicaciones de las Ordenanzas oficiales le confirieron –al igual que una docena de impresores- el carácter de impresora oficial de la República.
Estuvo en actividad hasta el 3 de enero de 1618 en que murió los 99 años en su taller de encuadernación sito cerca de la Iglesia de la Madeleine.